# Associação Atlética Arruda
A Associação Atlética Arruda foi um clube de futebol de Recife, Pernambuco. Participou do Campeonato Pernambucano de Futebol em 1931.